# Kastamonu
Kastamonu je město v Turecku, hlavní město stejnojmenné provincie v Černomořském regionu. V roce 2009 zde žilo 86 085 obyvatel.
Město je domovem Kastamonu Universitesi, vysoké školy vzniklé v roce 2006 sloučením několika fakult a ústavů, které byly předtím součástí univerzit v Ankaře.